# Molynes United FC
Molynes United Football Club es un club de fútbol jamaicano ubicado en Kingston. Desde el 2019 juega en la Premier League de Jamaica.

## Historia
Molynes United FC se fundó en 1991. Molynes United FC juega sus partidos en casa en Jacisera Park desde 2018 después de que Digicel se hiciera cargo de su antiguo terreno de Chalmers Avenue. También jugaron partidos en Constant Spring, incluso para comenzar su mandato en la Premier League de Jamaica, ya que la tribuna de Jacisera Park no se completó a tiempo para el inicio de la temporada 2019-20 de la Premier League de Jamaica. Molynes United FC ascendió a la Premier League de Jamaica en 2019 después de ganar sus primeros cinco partidos en los play-offs de ascenso. El club fue liderado en su impulso por el entrenador  Lijyasu Simms, quien ha ayudado a tres equipos diferentes a ascender a la máxima categoría de Jamaica. Derrotaron al Portmore United FC por 3-0 en su partido inaugural de la Premier League de Jamaica.

## Entrenadores
| Entrenadores       | Período       |
| ------------------ | ------------- |
| Lijyasu Simms      | 2019          |
| Calvert Fitzgerald | 2019-2021     |
| Anthony Patrick    | 2021          |
| Garnett Lawrence   | 2022          |
| Andre Daley        | 2022          |
| Alex Thomas        | 2022-2023     |
| Jermaine Thomas    | 2023-presente |